# Juana de la Cruz Fernández
Juana de la Cruz Fernández, nascuda Juana Fernández Sánchez (Beniaján, Múrcia, 17 de juny de 1597 - Granada, 29 de març de 1675) fou una terciària franciscana primer i finalment monja abans de morir. Ha estat proclamada venerable per l'Església catòlica.

## Biografia
Nasqué a Beniaján, filla de Diego Fernández Rufete i Francisca Sánchez Artero. Educada cristianament, va demostrar de petita una gran religiositat i fortalesa. Amb el permís del seu confessor, afegí al seu nom el determinatiu "de la Cruz". Igualment, també començà a patir malalties, que la seva mala salut perllongà durant tota la seva vida.
Als 22 anys es casà amb Gaspar Ruiz de Morasca, natural de Granada, on anà a viure. El seu espòs era sever, auster i rude, a més de gelós, fins al punt de malfiar de la seva dona quan anava a l'església, però Juana hauria mantingut la calma i suportat estoicament el seu espòs. Després d'un temps, els dos esposos acordaren lliurement mantenir la continència, i Juana feu vot privat de castedat. Vivia lliurada a la pregària, la penitència i la mortificació: cilicis, dejunis, etc., que feia malgrat la seva feblesa i fins a l'exageració, ja que considerava que mereixia aquests i altres mals i que com més patís, més s'apropava a Déu. A més, feia caritat i assistia a necessitats i malalts. Cap al 1639, el seu marit s'arruinà arran d'un mal negoci. Durant un període, la misèria regnà a casa seva i tant ell com la seva muller foren cridats a tribunals i marginats de la bona societat. Com sempre, Juana suportà la situació amb serenitat i fortalesa. Canviaren de domicili diversos cops, i vivien en la indigència. En morir el seu espòs, es lliura totalment a la pregària i la caritat, i ajudava els més necessitosos.
Tingué com a directors espirituals els sacerdots de l'Abadia del Sacromonte, fins que entrà en contacte amb els franciscans descalços del convent de Sant Antoni de Pàdua, fundat en 1636 pel genovès Rolando di Levanto. Tingué experiència místiques, èxtasis i visions, i fou molt influïda pels carmelites del Carmen dels Mártirs i la lectura de les obres de Sant Joan de la Creu, en qui basa la seva espiritualitat, en una via ascètica i mística. En morir el seu marit, prengué l'hàbit del Tercer Orde Regular Franciscà, i anà a viure a les cases vora el vonent de Sa Antoni, on ja vivia María Vivaldo, vídua de Levanto, també com a terciària franciscana, i el 21 de novembre del 1649 fou acceptada a l'orde tercer i hi professà i feu vot de perpètua clausura. Hi continuà la seva vida de pregària, amb diversos episodis místics i extàtics, fins que morí, com havia predit, el 29 de març de 1677.
Havia escrit, per mandat del seu confessor José Ferreiro, una autobiografia, Vida de Juana de la Cruz (1658) i alguns poemes espirituals.

## Veneració
La notícia de la seva mort corregué ràpid entre els granadins, que la tenien per santa i acudiren massivament al seu funeral. Fou sebollida a l'església de Sant Antoni de Pàdua. En 1705, les restes foren instal·lades en un mur del creuer. Quan el convent fou secularitzat en 1835, les seves restes foren portades al monestir de Santa Isabel la Real, a Granada, on es troben avui.
La santedat de la seva vida portà l'Església Catòlica a què s'incoés el procés de beatificació, avui és considerada com a venerable.